# Брендон Інгрем
Брендон Зейв'єр Інгрем (англ. Brandon Xavier Ingram, нар. 2 вересня 1997, Кінстон, Північна Кароліна, США) — американський професійний баскетболіст, легкий форвард команди НБА «Нью-Орлінс Пеліканс».

## Ігрова кар'єра
На університетському рівні грав за команду Дюк (2015—2016).
2016 року був обраний у першому раунді драфту НБА під загальним 2-м номером командою «Лос-Анджелес Лейкерс». Професійну кар'єру розпочав 2016 року виступами за тих же «Лос-Анджелес Лейкерс», захищав кольори команди з Лос-Анджелеса протягом наступних 3 сезонів. У своєму дебютному сезоні зіграв на матчі новачків під час зіркового вікенду. Наступного року повторно взяв участь у цьому матчі.
2019 року став гравцем «Нью-Орлінс Пеліканс», куди разом з Лонзо Боллом, Джошом Гартом, драфт-правами на Деандре Гантера, двома драфт-піками першого раунду та готівкою був обміняний на Ентоні Девіса. 4 листопада 2019 року у матчі проти «Брукліна» набрав рекордні для себе 40 очок. 16 січня 2020 року в матчі проти «Юти» набрав уже 49 очок. Тоді ж вперше був запрошений на матч усіх зірок НБА. Після закінчення регулярного сезону отримав нагороду Найбільш прогресуючому гравцю НБА.

## Статистика виступів

### Регулярний сезон
| Сезон             | Команда                | GP  | GS  | MPG  | FG%  | 3P%  | FT%  | RPG | APG | SPG | BPG | PPG  |
| ----------------- | ---------------------- | --- | --- | ---- | ---- | ---- | ---- | --- | --- | --- | --- | ---- |
| 2016–17           | «Лос-Анджелес Лейкерс» | 79  | 40  | 28.8 | .402 | .294 | .621 | 4.0 | 2.1 | .6  | .4  | 9.4  |
| 2017–18           | «Лос-Анджелес Лейкерс» | 59  | 59  | 33.5 | .470 | .390 | .681 | 5.3 | 3.9 | .8  | .7  | 16.1 |
| 2018–19           | «Лос-Анджелес Лейкерс» | 52  | 52  | 33.8 | .497 | .330 | .675 | 5.1 | 3.0 | .5  | .6  | 18.3 |
| 2019–20           | «Нью-Орлінс Пеліканс»  | 62  | 62  | 33.9 | .463 | .391 | .851 | 6.1 | 4.2 | 1.0 | .6  | 23.8 |
| Усього за кар'єру | Усього за кар'єру      | 252 | 213 | 32.2 | .459 | .360 | .722 | 5.1 | 3.2 | .7  | .6  | 16.3 |